# 19 februari
19 februari is de 50ste dag van het jaar in de gregoriaanse kalender. Hierna volgen nog 315 dagen (316 dagen in een schrikkeljaar) tot het einde van het jaar.

## Gebeurtenissen
- Algemeen
  - 1937 - Koningin Wilhelmina ondertekent een Koninklijk Besluit waarin staat dat rood, wit en blauw de kleuren van de vlag van het Koninkrijk der Nederlanden zijn.
  - 1947 - Vlag van Drenthe wordt aangenomen.
  - 1965 - Door een explosie in de lading kunstmest zinkt het vrachtschip Sophocles waarbij drie opvarenden om het leven komen.
  - 1985 - Een Spaanse Boeing 727 stort neer op de berg Oiz in Durango, Biskaje Spanje. 148 mensen komen om.
  - 1985 - Na een motordefect valt China Airlines-vlucht 006 ruim 9 kilometer naar beneden voordat de piloten het vliegtuig weer onder controle krijgen.
  - 1989 - Opening van de evenementenhal Stockholm Globe Arena, de latere Ericsson Globe, in Globen City in het stadsdeel Johanneshov in Stockholm.
  - 1997 - Bij Roswinkel in Drenthe vindt een aardbeving plaats met een kracht van 3,4 op de schaal van Richter.
  - 2017 - Door een aanslag met een autobom op een markt in de Somalische hoofdstad Mogadishu komen zeker dertig mensen om het leven.
  - 2024 - Hevige onweersbuien treffen de deelstaat New South Wales in Australië. In Sydney raken 4 mensen ernstig gewond door blikseminslag in een boom en raken 3 huizen in brand. Op andere plekken valt zo'n 50 mm neerslag in een uur tijd en in een straal van 200 km rond Newcastle worden in een periode van 6 uur ongeveer 210000 bliksemontladingen gemeten.[1]

- Criminaliteit en veiligheid
  - 1986 - Barry Seal, een van de Amerikaanse piloten van het Medellínkartel, wordt vermoord, omdat hij een getuigenis heeft afgelegd tegen de bende van de Colombiaanse drugsbaron Pablo Escobar.

- Kunst en cultuur
  - 1949 - Ezra Pound krijgt de eerste Bollingen Prize in poetry (Bollingen prijs voor gedichten) van de Bollingen Foundation en de Yale-universiteit.
- Media
  - 1853 - Eerste uitgave van het Nieuwsblad van Geel.
  - 1946 - Eerste uitzending van het AVRO-radioprogramma Arbeidsvitaminen.
  - 1994 - De Geldersch-Overijsselsche Courant gaat samen met het eveneens door Kluwer uitgegeven Zutphens Dagblad en verschijnt onder de titel Gelders Dagblad.

- Oorlog
  - 197 - Keizer Septimius Severus verslaat zijn rivaal Clodius Albinus bij Lugdunum in een van de grootste veldslagen in de geschiedenis van het Romeinse Rijk; tevens betekent dit het einde van de Romeinse burgeroorlog.
  - 1674 - Engeland en Nederland tekenen de Vrede van Westminster. Een onderdeel van deze overeenkomst was dat de kolonie Nieuw-Amsterdam onder Engels gezag komt. Zij hernoemen ze tot New York.
  - 1942 - Tweede Wereldoorlog: Ongeveer 150 Japanse oorlogsvliegtuigen vallen Darwin in Australië aan.
  - 1945 - Tweede Wereldoorlog: Slag om Iwo Jima - ongeveer 30.000 Amerikaanse mariniers landen bij Iwo Jima.

- Politiek
  - 1921 - België - Stemrecht voor vrouwen in gemeentelijke verkiezingen.
  - 1959 - Het Verenigd Koninkrijk geeft aan Cyprus zijn onafhankelijkheid.
  - 2008 - Fidel Castro kondigt zijn aftreden aan als president van Cuba.

- Religie
  - 607 - Bonifatius III wordt Paus.
  - 1652 - Paus Innocentius X creëert twaalf nieuwe kardinalen, onder wie twee toekomstige pausen: Fabio Chigi en Pietro Ottoboni.
  - 1897 - De aartsbisschoppen van Canterbury en York weerleggen in hun brief Saepius Officio de argumenten van Paus Leo XIII in zijn brief Apostolicae Curae tegen de geldigheid van de wijdingen in de Kerk van Engeland.

- Sport
  - 1926 - Oprichting van de Noorse voetbalclub Sogndal Idrettslag, het latere Sogndal Fotball.
  - 1928 - Canada verslaat Zwitserland met 13-0 in de finaleronde van het olympisch ijshockeytoernooi in St. Moritz, en prolongeert de olympische én de wereldtitel.
  - 2006 - Marianne Timmer wint na acht jaar weer de gouden medaille op de 1000m schaatsen tijdens de Olympische Winterspelen in Turijn.
  - 2022 - Bart Swings wint de gouden medaille op de massastart tijdens de Olympische Winterspelen in Peking. Hij is daarmee de tweede Belgische winnaar van goud op de Winterspelen.[2]
  - 2022 - De Nederlandse Irene Schouten haalt goud op de massastart bij de Olympische Winterspelen 2022. Het is haar derde gouden medaille in Peking en daarmee evenaart ze de prestatie van Ard Schenk in 1972 en Yvonne van Gennip in 1988.[3]
  - 2023 - Bij het Nederlands kampioenschap indooratletiek in Apeldoorn loopt Femke Bol met een tijd van 49,26 seconden een nieuw wereldrecord op de 400 meter. Het oude record was sinds 1982 in handen van de Tsjechische Jarmila Kratochvílová. Lieke Klaver en Cathelijn Peeters halen zilver en brons.[4]
  - 2023 - Bij wedstrijden in Pocatello (Verenigde Staten) werpt de Amerikaan Ryan Crouser een nieuw wereldrecord bij het kogelstoten. Hij overtreft met 23,38 meter zijn eigen wereldrecord uit juni 2021 met 1 cm.[5]

- Wetenschap en technologie
  - 1878 - Thomas Edison verkrijgt een octrooi op de fonograaf.
  - 1986 - De Sovjet-Unie lanceert het Mir ruimtestation.[6]
  - 2002 - NASA's Mars Odyssey begint met het in kaart brengen van de bodem van Mars met een warmtestraling metend systeem.
  - 2010 - Het IUPAC noemt het scheikundig element met atoomnummer 112 Copernicium ter ere van Nicolaas Copernicus.
  - 2021 - De periodieke komeet 17P/Holmes bereikt het perihelium van zijn baan rond de zon tijdens deze verschijning.[7]
  - 2022 - Lancering van een Antares raket met een Cygnus ruimtevaartuig vanaf Wallops Flight Facility in Virginia naar het ISS. Het ruimtevaartuig gemaakt door Northrop Grumman brengt zo'n 3,7 ton benodigdheden naar het ISS.[8]
  - 2024 - Voor de kust van Rio de Janeiro (Brazilië) ontstaat de tropische storm Akará. Akará is de eerste naamdragende storm in het zuidelijk deel van de Atlantische Oceaan sinds storm Iba in 2019 en de eerste in de maand februari sinds storm Bapo in 2015. Volgens weerkundigen zal Akará niet aan land komen.[9]
  - 2024 - Boven de Indische Oceaan ontstaat de tropische storm Eleanor. Het is de zesde naamdragende storm in het zuidwestelijke deel van de Indische Oceaan van dit stormseizoen.[10]

## Geboren

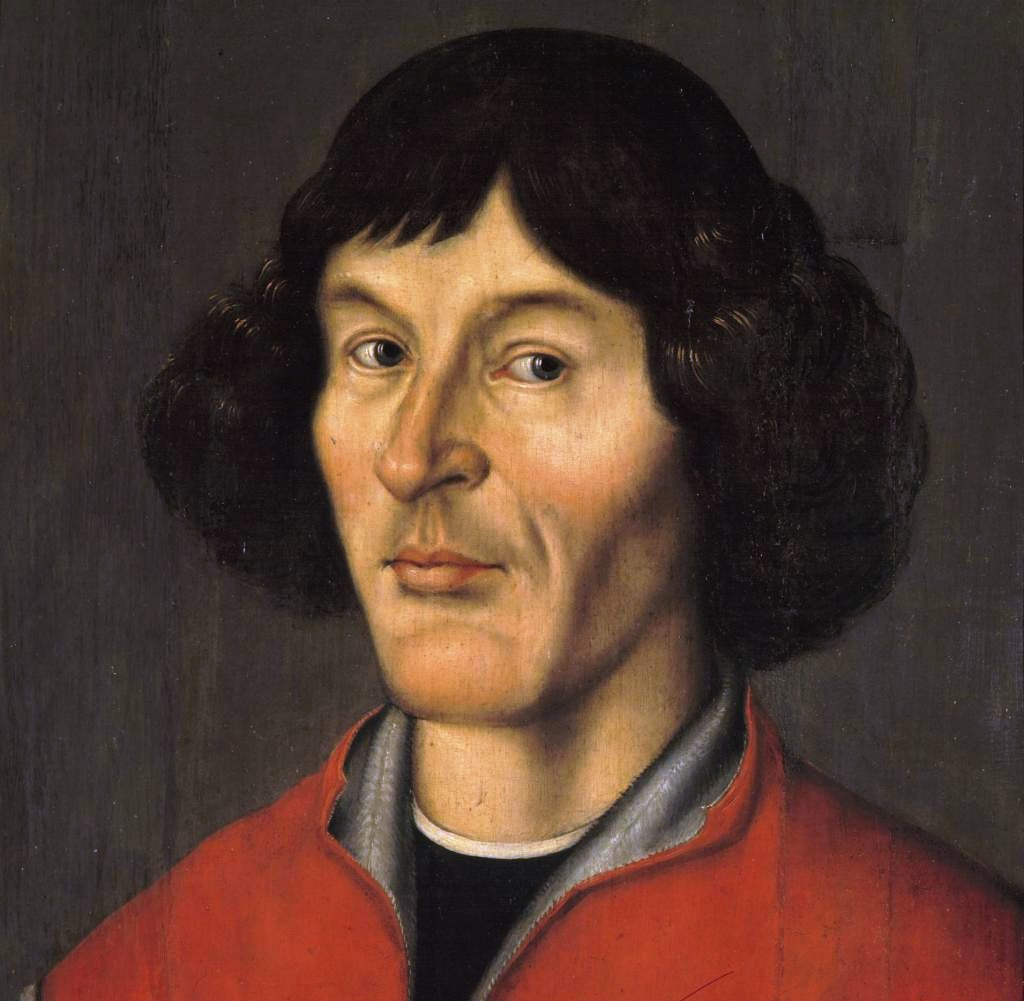
Nicolaas Copernicus,
geboren in 1473

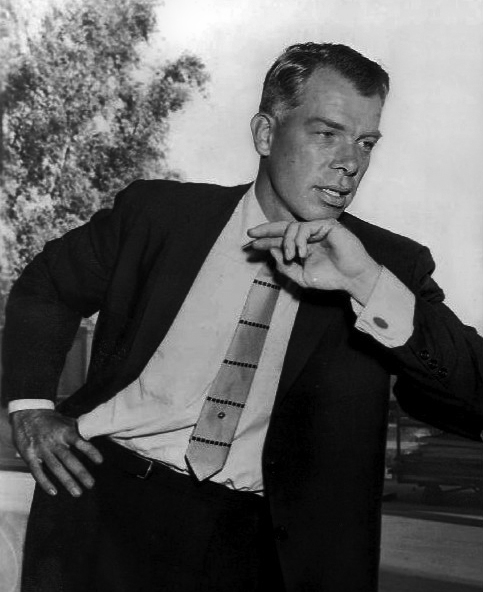
Lee Marvin,
geboren in 1924

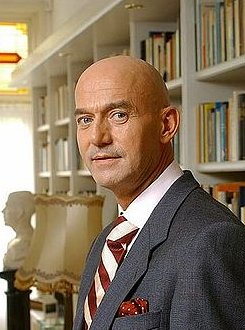
Pim Fortuyn,
geboren in 1948

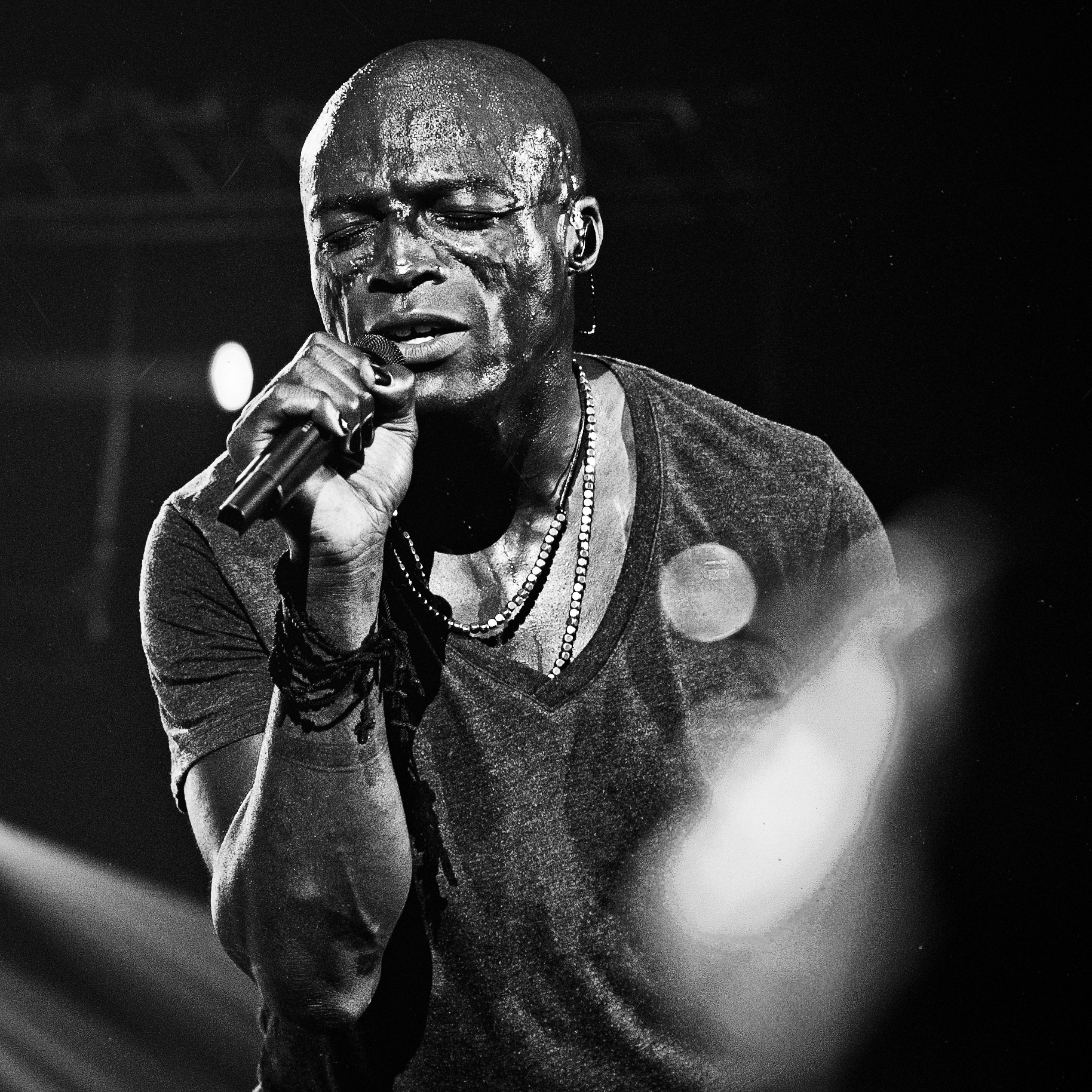
Seal,
geboren in 1963

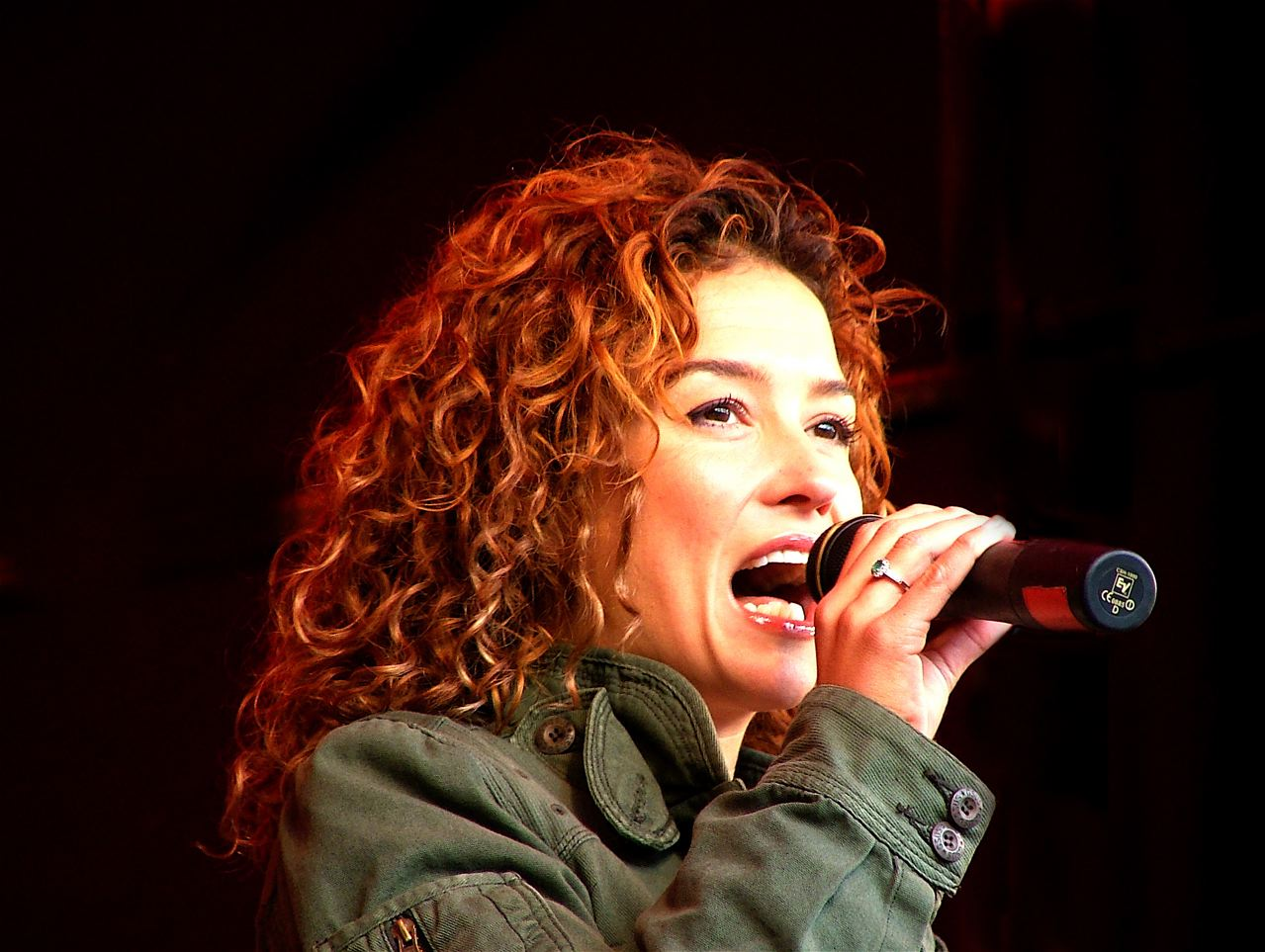
Katja Schuurman,
geboren in 1975

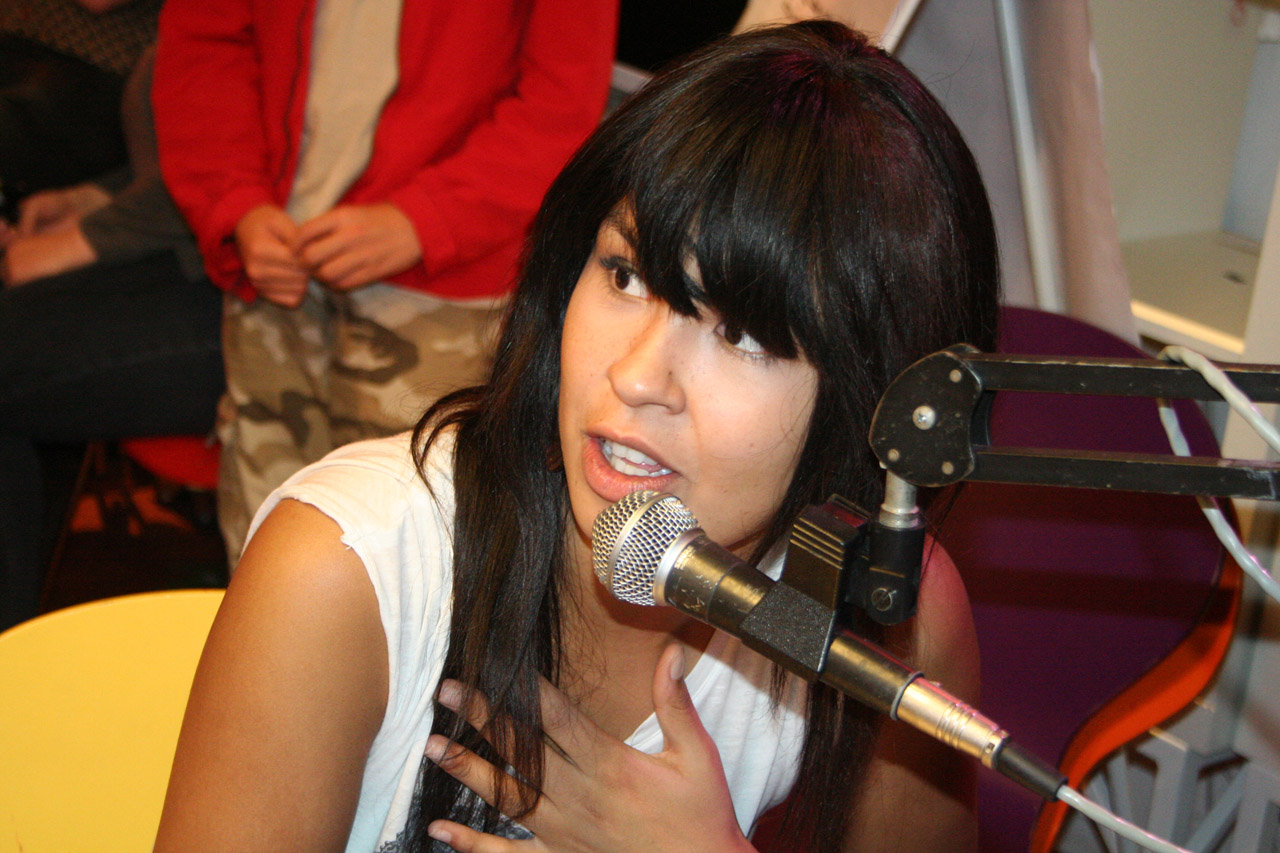
Maria Mena,
geboren in 1986

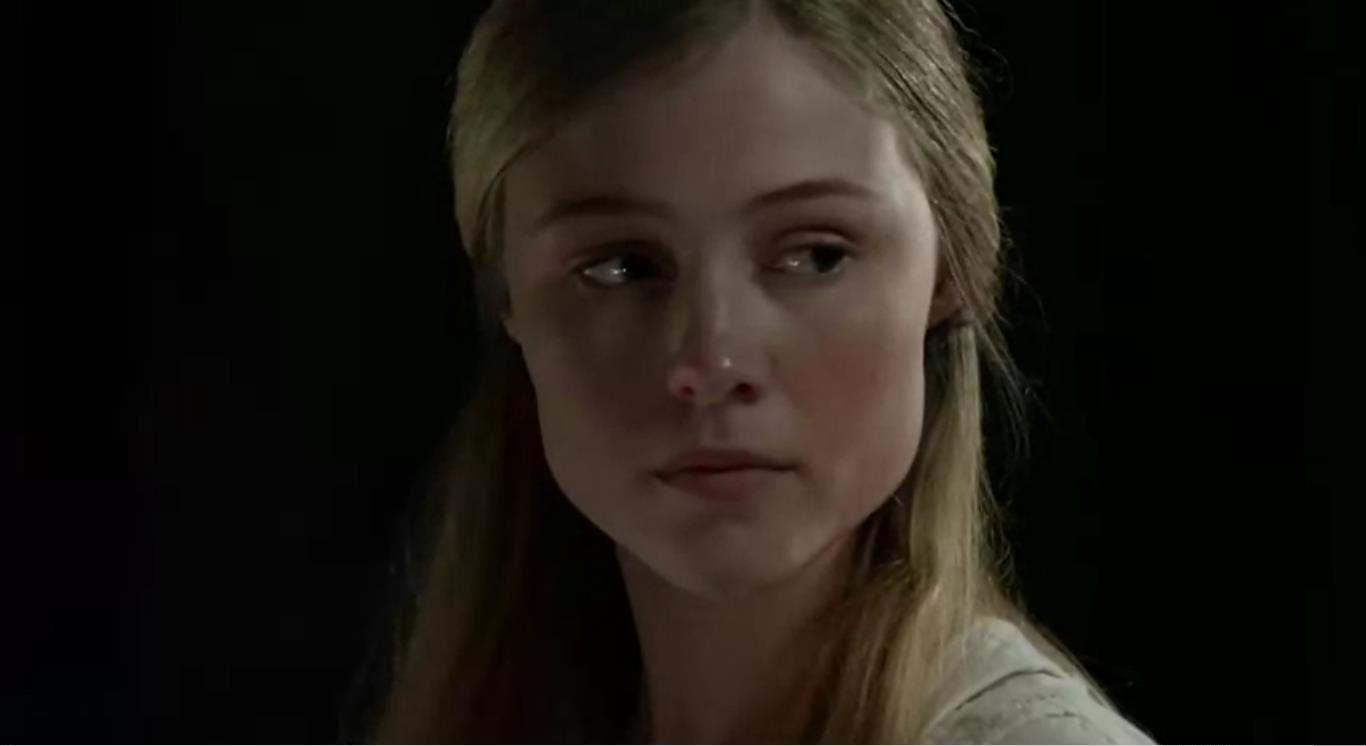
Sigrid ten Napel,
geboren in 1993

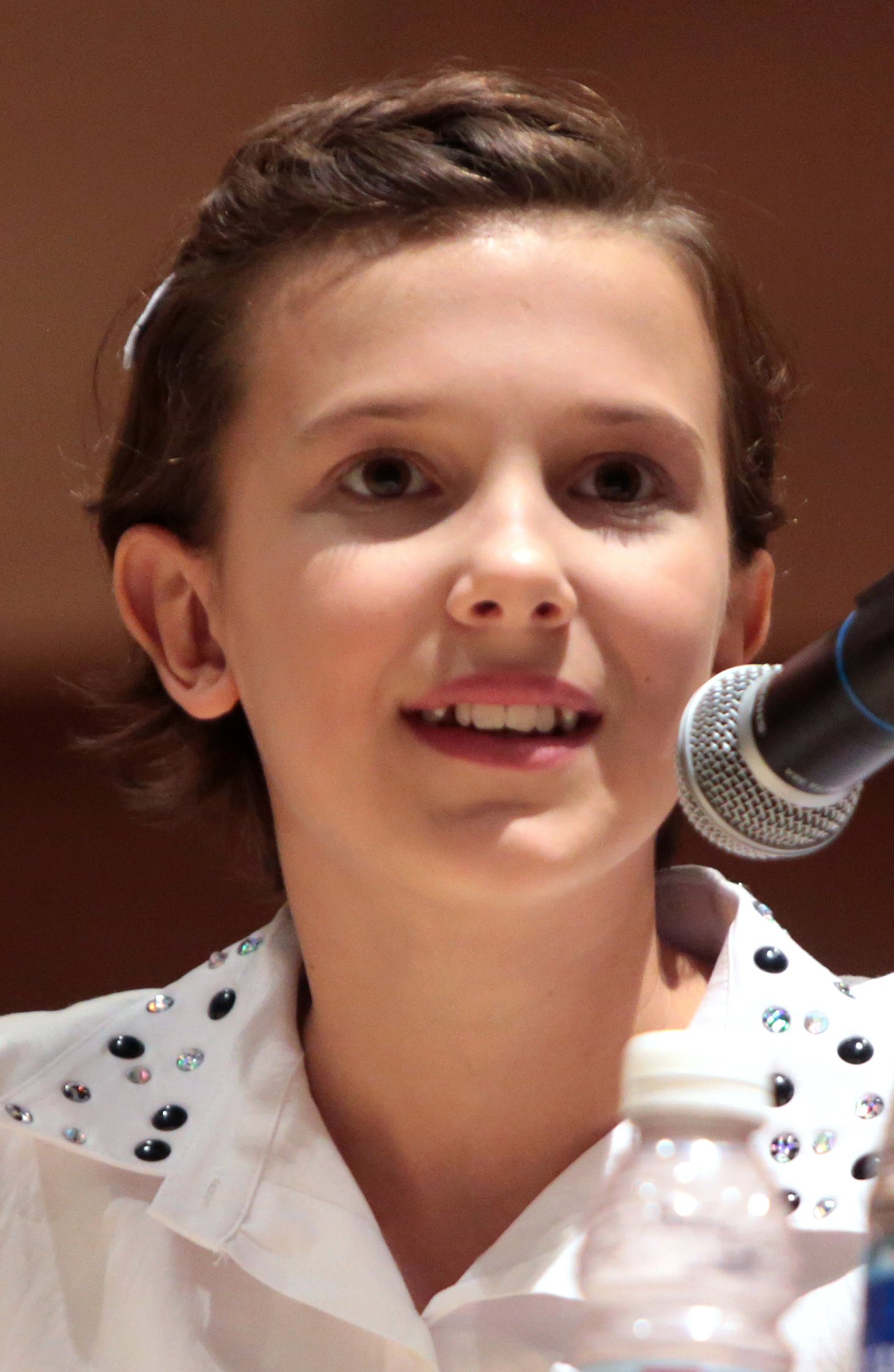
Millie Bobby Brown,
geboren in 2004

- 1473 - Nicolaas Copernicus, Pools astronoom (overleden 1543)
- 1594 - Hendrik Frederik Stuart, Prins van Wales (overleden 1612)
- 1620 - Jan Six van Chandelier, handelaar en dichter (overleden 1697)
- 1678 - Margaretha Wulfraet, Nederlands kunstschilderes (overleden 1760)
- 1743 - Luigi Boccherini, Italiaans componist (overleden 1805)
- 1781 - Naret Oliphant, Nederlands apotheker en schaker (overleden 1867)
- 1819 - Mark Prager Lindo, Nederlands schrijver (overleden 1877)
- 1834 - Herman Snellen, Nederlands oogarts en hoogleraar oogheelkunde (overleden 1908)
- 1843 - Théophile Seyrig, Belgisch ingenieur (overleden 1923)
- 1849 - Giovanni Passannante, Italiaans anarchist (overleden 1910)
- 1850 - Ernst Bernheim, Duits mediëvist (overleden 1942)
- 1852 - Johann Wilhelm Spengel, Duits bioloog (overleden 1921)
- 1858 - Charles Eastman (Ohiyesa), Sioux auteur (overleden 1939)
- 1859 - Svante Arrhenius, Zweeds scheikundige (overleden 1927)
- 1865 - Sven Hedin, Zweeds ontdekkingsreiziger (overleden 1952)
- 1866 - Mary Anderson (uitvindster), Amerikaanse uitvindster van de ruitenwisser (overleden 1953)
- 1873 - Louis Feuillade, Frans regisseur (overleden 1925)
- 1876 - Constantin Brâncuşi, Roemeens beeldhouwer (overleden 1957)
- 1886 - Jose Abad Santos, Filipijns rechter (overleden 1942)
- 1888 - Aurora Quezon, first lady van de Filipijnen (overleden 1949)
- 1889 - Job Mutters, Nederlands voetbalscheidsrechter (overleden 1974)
- 1894 - Meinoud Rost van Tonningen, Nederlands bankier, collaborateur, journalist, politicus en SS'er (overleden 1945)
- 1899 - Fritz Blaschke, Duits voetballer (overleden 1968)
- 1900 - George Seferis, Grieks dichter en Nobelprijswinnaar (overleden 1971)
- 1901 - Florence Green, de laatste overlevende veteraan van de Eerste Wereldoorlog (overleden 2012)
- 1902 - Allard Oosterhuis, Nederlands verzetsstrijder tijdens WOII (overleden 1967)
- 1904 - Havank, Nederlands schrijver (overleden 1964)
- 1912 - Pierre Jaminet, Frans wielrenner (overleden 1968)
- 1914 - Perry Grimm, Amerikaans autocoureur (overleden 1971)
- 1917 - Carson McCullers, Amerikaans schrijfster (overleden 1967)
- 1917 - Annie de Reuver, Nederlands zangeres (overleden 2016)
- 1918 - Fay McKenzie, Amerikaans actrice (overleden 2019)
- 1918 - Edzo Toxopeus, Nederlands politicus (overleden 2009)
- 1919 - Erik Lundgren, Zweeds autocoureur (overleden 1967)
- 1920 - Jaan Kross, Estisch schrijver en dichter (overleden 2007)
- 1921 - Ernie McCoy, Amerikaans autocoureur (overleden 2001)
- 1921 - Ann Savage, Amerikaans actrice (overleden 2008)
- 1922 - Lidija Selichova, Russisch schaatsster (overleden 2003)
- 1923 - Giulio Cabianca, Italiaans autocoureur (overleden 1961)
- 1924 - David Bronstein, Oekraïens schaakgrootmeester (overleden 2006)
- 1924 - Lee Marvin, Amerikaans acteur (overleden 1987)
- 1924 - Karel Prior, Nederlands presentator (overleden 1997)
- 1925 - Jan Buisman, Nederlands historisch geograaf (overleden 2024)
- 1925 - Leslie Laing, Jamaicaans atleet (overleden 2021)
- 1926 - Bruno Ernst (Hans de Rijk), Nederlands natuurkundige, publicist en wetenschapspopularisator (overleden 2021)
- 1926 - György Kurtág, Hongaars componist
- 1927 - Ernest Trova, Amerikaans kunstenaar (overleden 2009)
- 1928 - Nicolas Hayek, Zwitsers ondernemer (overleden 2010)
- 1929 - Jacques Deray, Frans filmregisseur (overleden 2003)
- 1930 - John Frankenheimer, Amerikaans filmregisseur (overleden 2002)
- 1931 - Camillo Ruini, Italiaans kardinaal
- 1933 - Guy Delhasse, Belgisch voetballer (overleden 2025)
- 1934 - Arnold Heertje, Nederlands econoom (overleden 2020)
- 1935 - Alexandra Terlouw-van Hulst, Nederlands schrijfster, vrouw van Jan Terlouw (overleden 2017)
- 1936 - Fons Fraeters, Belgisch taalkundige (overleden 2009)
- 1937 - Fred Van Hove, Belgisch jazzmuzikant (overleden 2022)
- 1938 - Rika Zaraï, Frans-Israëlisch zangeres (overleden 2020)
- 1939 - Frank Houben, Nederlands politicus (overleden 2023)
- 1939 - Atta Mungra, Surinaams politicus en zakenman (overleden 2004)
- 1940 - Saparmurat Niazov, Turkmeens president-dictator (overleden 2006)
- 1940 - Smokey Robinson, Amerikaans zanger
- 1941 - Rinaldo Luís Dias Amorim, Braziliaanse voetballer
- 1942 - Phil Coulter, Iers muzikant en componist
- 1942 - Johan Plageman, Nederlands voetballer en voetbalbestuurder (overleden 2018)
- 1943 - Lou Christie, Amerikaans zanger en songwriter (overleden in 2025)
- 1943 -Jan de Rooy, Nederlands rallycoureur (overleden 2024)
- 1945 - Michael Nader, Amerikaans acteur (overleden 2021)
- 1946 - Pierre van der Linden, Nederlands drummer
- 1948 - Pim Fortuyn, Nederlands politicus (overleden 2002)
- 1948 - Tony Iommi, Brits gitarist
- 1949 - Gennadi Korsjikov, Sovjet roeier
- 1950 - Johan Leysen, Belgisch acteur (overleden 2023)
- 1952 - Michail An, Sovjet voetballer (overleden 1979)
- 1952 - Stephen South, Brits autocoureur
- 1952 - Amy Tan, Amerikaans schrijfster
- 1952 - Door Van Boeckel, Belgisch acteur
- 1953 - Toon Agterberg, Nederlands acteur
- 1954 - Sócrates, Braziliaans voetballer (overleden 2011)
- 1954 - Dick Verbakel, Nederlands priester en bestuurder; vicaris-generaal van het bisdom Rotterdam (overleden 2022)
- 1955 - Jeff Daniels, Amerikaans acteur
- 1957 - Falco, Oostenrijks zanger (overleden 1998)
- 1957 - Gerard van Moorst, Nederlands voetballer
- 1957 - Ray Winstone, Brits acteur
- 1958 - Helen Fielding, Brits schrijfster
- 1960 - Prins Andrew, tweede zoon van Elizabeth II van Groot-Brittannië
- 1960 - John Paul jr., Amerikaans autocoureur (overleden 2020)
- 1960 - Q.S. Serafijn, Nederlands beeldend kunstenaar en schrijver (overleden 2024)
- 1961 - Justin Fashanu, Engels voetballer (overleden 1998)
- 1961 - Kari Ukkonen, Fins voetballer en voetbalcoach
- 1961 - Andy Wallace, Brits autocoureur
- 1962 - Franky Gee, Amerikaans zanger (overleden 2005)
- 1963 - Seal, Brits zanger
- 1963 - Mark Lambrecht, klassiek muzikant en cellist
- 1964 - Kiki Classen, Nederlands actrice
- 1964 - Patrick Mühren, Nederlands drummer en muziekproducent
- 1965 - Rubén Darío Hernández, Colombiaans voetballer
- 1966 - Miroslav Đukić, Servisch voetballer en voetbalcoach
- 1966 - Paul Haarhuis, Nederlands tennisser
- 1966 - Enzo Scifo, Belgisch voetballer
- 1968 - Patrick Morocutti, Luxemburgs voetballer
- 1968 - Stochelo Rosenberg, Nederlands gitarist
- 1970 - Judith Jobse, Nederlands zangeres
- 1970 - Danny de Munk, Nederlands acteur en musicalster
- 1971 - Viktor Brand, Nederlands presentator
- 1971 - Jeff Kinney, Amerikaans schrijver
- 1971 - Martin van der Spoel, Nederlands zwemmer
- 1972 - Noureddine Bentoumi, Algerijns langlaufer
- 1972 - Manabu Horii, Japans schaatser
- 1975 - Mikko Kavén, Fins voetballer
- 1975 - Alexa Kelly, Amerikaans glamour- en fotomodel
- 1975 - Esther de Lange, Nederlands Europarlementariër
- 1975 - Artie Ramsodit-de Graaf, Nederlands politica en bestuurder
- 1975 - Katja Schuurman, Nederlands actrice, zangeres, model en presentatrice
- 1976 - Brian Price, Canadees stuurman bij het roeien
- 1977 - Gianluca Zambrotta, Italiaans voetballer
- 1978 - Maarten Baas, Nederlands industrieel ontwerper
- 1978 - Michalis Konstantinou, Cypriotisch voetballer
- 1979 - Vitas (Vitali Vladasovytsj Gratsjov), Oekraïens zanger
- 1979 - Alexander Diaz Rodriguez, Belgisch atleet
- 1979 - Sarah Schleper, Amerikaans alpineskiester
- 1980 - Ma Lin, Chinees tafeltennisser
- 1981 - Thomas Buffel, Belgisch voetballer
- 1982 - Camelia Potec, Roemeens zwemster
- 1983 - Mihai Neșu, Roemeens voetballer
- 1983 - Els Rens, Belgisch atlete
- 1983 - Nick Zoricic, Canadees freestyleskiër (overleden 2012)
- 1984 - Renske de Greef, Nederlands schrijfster
- 1984 - Marylin Pla, Frans kunstschaatsster
- 1984 - Peter Terting, Duits autocoureur
- 1985 - Haylie Duff, Amerikaans actrice en zangeres
- 1985 - Duncan Ende, Amerikaans autocoureur
- 1985 - Arielle Kebbel, Amerikaans actrice
- 1985 - Jelle Vanendert, Belgisch wielrenner
- 1986 - Henri Karjalainen, Fins autocoureur
- 1986 - Shadrack Kipchirchir Kemboi, Keniaans atleet
- 1986 - Maria Mena, Noors zangeres
- 1986 - Dennis Wiersma, Nederlands politicus
- 1987 - Rodolfo Ávila, Macaus autocoureur
- 1987 - Anna Cappellini, Italiaans kunstschaatsster
- 1987 - Ricardo van der Velde, Nederlands wielrenner
- 1988 - Mike Jensen, Deens voetballer
- 1989 - Arsen Galstjan, Russisch-Armeens judoka
- 1989 - Jeff Henderson, Amerikaans atleet
- 1989 - Rüdiger Selig, Duits wielrenner
- 1990 - Briken Calja, Albanees gewichtheffer
- 1990 - Mattia Casse, Italiaans alpineskiër
- 1990 - Juliane Seyfarth, Duits schansspringster
- 1991 - Martijn Kleermaker, Nederlands darter
- 1991 - Christoph Kramer, Duits voetballer
- 1991 - Imad Najah, Nederlands-Marokkaans voetballer
- 1991 - Miguel Ortiz-Cañavate, Spaans zwemmer
- 1991 - Kenny van der Weg, Nederlands voetballer
- 1992 - Broertje, Nederlands rapper (overleden 2023)
- 1992 - Adam Ladebäck, Zweeds voetbalscheidsrechter
- 1993 - Berat Djimsiti, Zwitsers voetballer
- 1993 - Mauro Icardi, Argentijns voetballer
- 1993 - Victoria Justice, Amerikaans kindster en model
- 1993 - Sigrid ten Napel, Nederlands actrice
- 1993 - Sarah Zadrazil, Oostenrijks voetbalster
- 1994 - Eseosa Fostine Desalu, Italiaans atleet
- 1994 - Willem Ofori, Belgisch voetballer
- 1996 - Beni Badibanga, Belgisch voetballer
- 1996 - Delfina Chaves, Argentijns actrice
- 1996 - Matt Solomon, Hongkongs autocoureur
- 1997 - Christopher Martins Pereira, Luxemburgs voetballer
- 1998 - Nikolai Laursen, Deens voetballer
- 1998 - Chappell Roan, Amerikaanse zangeres
- 1999 - Albion Ademi, Fins voetballer
- 1999 - Loïc Bessilé, Togolees voetballer
- 1999 - Audrey Hobert, Amerikaans zangeres
- 1999 - Senne Lynen, Belgisch voetballer
- 1999 - Denis Schütte, Kroatisch-Duits voetballer
- 1999 - Ryan Vickers, Brits motorcoureur
- 2000 - Žan Luka Kocjančič, Sloveens voetballer
- 2000 - Barbara Malcotti, Italiaans wielrenster
- 2000 - Nauris Petkevičius, Litouws voetballer
- 2000 - Giacomo Quagliata, Italiaans voetballer
- 2001 - Sava-Arangel Čestić, Servisch-Duits voetballer
- 2001 - Lee Kang-in, Zuid-Koreaans voetballer
- 2001 - Matthew Sorinola, Engels voetballer
- 2001 - Ismaël Sow, Frans voetballer
- 2002 - Ilham Abali, Nederlands voetballer
- 2003 - Anselmo García Mac Nulty, Iers-Spaans voetballer
- 2004 - Kawtar Aït Omar, Marokkaans-Nederlands voetbalster
- 2004 - Millie Bobby Brown, Brits actrice
- 2006 - Linnea Sælen, Noors voetbalster

## Overleden

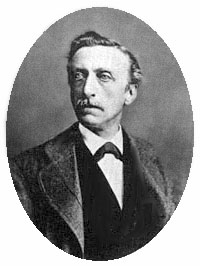
Multatuli
overleden in 1887

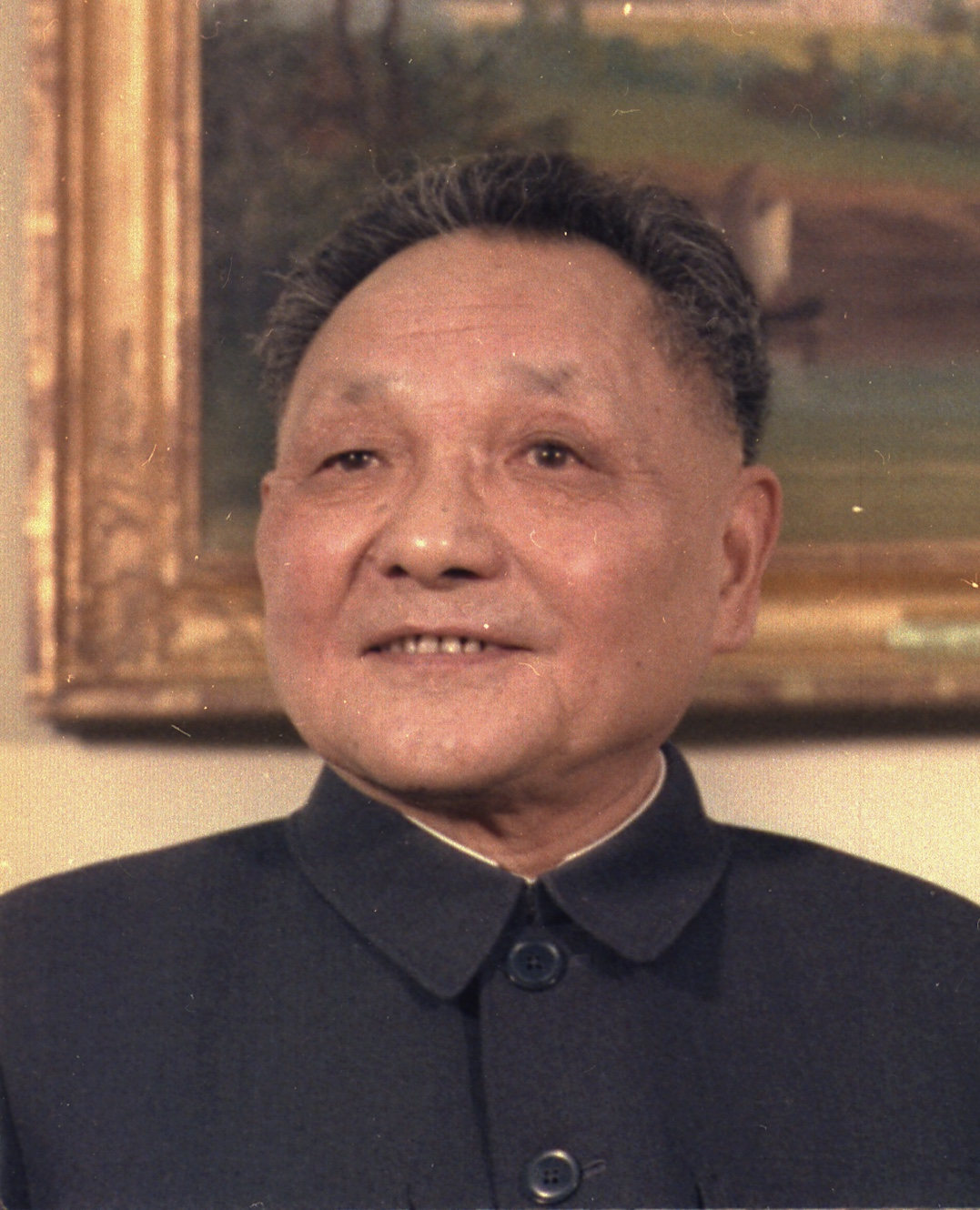
Deng Xiaoping
overleden in 1997

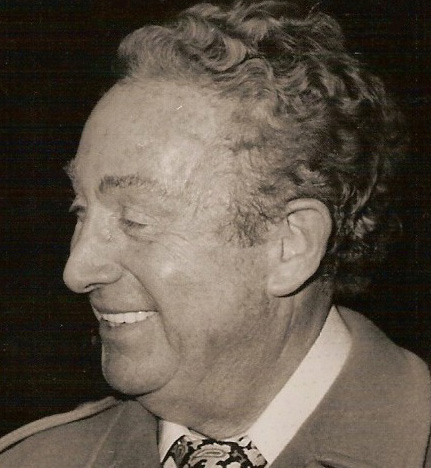
Charles Trenet
overleden in 2001

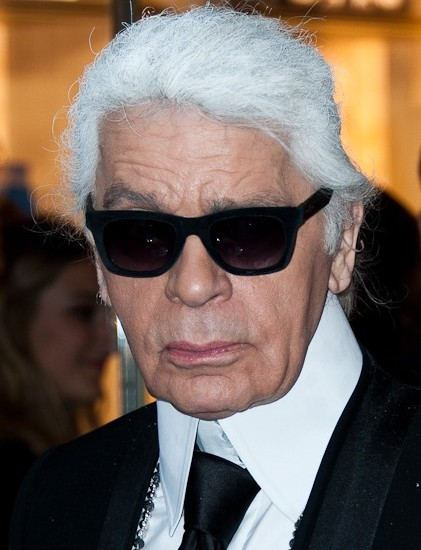
Karl Lagerfeld
overleden in 2019

- 197 - Clodius Albinus (ong. 50), keizer van Rome
- 1640 - Murat IV (27), sultan van het Ottomaanse Rijk
- 1670 - Frederik III (60), Deens koning
- 1799 - Jean-Charles de Borda (65), Frans wiskundige, natuurkundige en politiek wetenschapper
- 1837 - Georg Büchner (23), Duits schrijver
- 1847 - José Joaquín de Olmedo (66), Ecuadoraans politicus en dichter
- 1878 - Charles-François Daubigny (61), Frans impressionistisch kunstschilder
- 1887 - Multatuli (66), Nederlands schrijver
- 1897 - Karl Weierstrass (81), Duits wiskundige
- 1923 - Jerónimo Giménez y Bellido (68), Spaans componist en dirigent
- 1943 - Gerrit Willem Kastein (32), Nederlands arts en verzetsheld
- 1945 - John Basilone (28), Amerikaans militair
- 1945 - Wim Speelman (26), Nederlands verzetsman
- 1946 - Rafael Erich (66), Fins politicus, diplomaat en hoogleraar
- 1947 - August Schmidhuber (45), Duits officier
- 1951 - André Gide (81), Frans schrijver
- 1952 - Knut Hamsun (92), Noors romanschrijver
- 1957 - Maurice Garin (85), Frans wielrenner
- 1962 - Sophus Hansen (72), Deens voetballer en voetbalscheidsrechter
- 1963 - Elsa Conrad (75), Duitse nachtclubeigenaresse
- 1975 - Charles de Bock (60), Nederlands voetballer en hockeycoach
- 1980 - Robert Morrison (77), Brits roeier
- 1980 - Bon Scott (33), Brits-Australisch zanger
- 1983 - Francisco Santos (90), Filipijns wetenschapper
- 1983 - Alice White (78), Amerikaans actrice
- 1985 - Louis Major (83), Belgisch politicus
- 1986 - Ab van Bemmel (73), Nederlands bokser
- 1986 - Adolfo Celi (63), Italiaans acteur
- 1986 - Jo Ypma (±78), Nederlands schrijfster
- 1989 - Jaap van de Merwe (64), Nederlands cabaretier en journalist
- 1990 - Michael Powell (84), Brits filmregisseur
- 1994 - Renske Vellinga (19), Nederlands schaatsster
- 1996 - Antonio Creus (71), Spaans autocoureur
- 1997 - Deng Xiaoping (92), Chinees communistisch leider en revolutionair
- 1999 - Lotti van der Gaag (75), Nederlands beeldend kunstenaar
- 1999 - Lloyd LaBeach (74), Panamees atleet
- 2000 - Friedensreich Hundertwasser (71), Oostenrijks kunstenaar
- 2001 - Johannes van der Hoeven (85), Nederlands rechtsgeleerde
- 2001 - Stanley Kramer (87), Amerikaans filmregisseur
- 2001 - Charles Trenet (87), Frans zanger
- 2004 - Maarten van der Ploeg (45), Nederlands interdisciplinair kunstenaar
- 2005 - Kihachi Okamoto (82), Japans filmregisseur
- 2005 - Gerrit Santing (91), Nederlands beeldhouwer
- 2007 - Janet Blair (85), Amerikaans film- en televisieactrice
- 2008 - Emily Perry (100), Brits actrice
- 2009 - Pierre Barbotin (82), Frans wielrenner
- 2009 - Edmund Hlawka (92), Oostenrijks wiskundige
- 2009 - Ibrahim Hussein (72), Maleisisch kunstenaar
- 2009 - Thomas Jerome Welsh (87), Amerikaans bisschop
- 2010 - Bull Verweij (100), Nederlands oprichter radio Veronica
- 2011 - Bernhard Luginbühl (82), Zwitsers beeldhouwer
- 2012 - Luc Flad (76), Nederlands voetballer
- 2012 - Guy Namurois (51), Belgisch atleet
- 2012 - Frits Staal (81), Nederlands filosoof en taalkundige
- 2013 - Kries Mahadewsing (70), Surinaams minister
- 2013 - Lou Myers (77), Amerikaans acteur
- 2013 - Robert Coleman Richardson (75), Amerikaans natuurkundige en winnaar Nobelprijs voor de Natuurkunde
- 2013 - Patrick De Witte (54), Belgisch columnist en televisieprogrammamaker
- 2014 - Norbert Beuls (57), Belgisch voetballer
- 2015 - Henk Aalderink (65), Nederlands burgemeester
- 2015 - Ivan Davidov (71), Bulgaars voetballer
- 2015 - Yutaka Katayama (105), Japans ondernemer
- 2015 - Everhard Korthals Altes (81), Nederlands jurist
- 2016 - Umberto Eco (84), Italiaans schrijver
- 2016 - Harper Lee (89), Amerikaans schrijfster
- 2016 - Samuel Willenberg (93), Pools-Israëlisch beeldhouwer en laatste overlevende van vernietigingskamp Treblinka
- 2017 - Larry Coryell (73), Amerikaans jazzgitarist
- 2017 - Igor Sjafarevitsj (93), Russisch wiskundige, dissident en politiek schrijver
- 2018 - Loek van der Leeden (77), Nederlands pianist, componist en dirigent
- 2018 - Sergej Litvinov (60), Russisch atleet
- 2018 - Joeri Tjoekalov (87), Russisch roeier
- 2018 - Evžen Zámečník (89), Tsjechisch componist, dirigent en musicus
- 2019 - Karl Lagerfeld (85), Duits modeontwerper, kunstenaar en fotograaf
- 2020 - Heather Couper (70), Brits sterrenkundige
- 2020 - Jos van Kemenade (82), Nederlands politicus
- 2020 - Jens Nygaard Knudsen (78), Deens speelgoedontwerper
- 2020 - Pop Smoke (20), Amerikaans rapper
- 2021 - Đorđe Balašević (67), Servisch zanger en songwriter
- 2021 - Leopold Lippens (79), Belgisch politicus
- 2022 - Gary Brooker (76), Brits zanger en pianist (Procol Harum)
- 2022 - Dan Graham (79), Amerikaans kunstenaar
- 2022 - Kakuichi Mimura (90), Japans voetballer
- 2022 - Jacques Poos (86), Luxemburgs politicus
- 2023 - Richard Belzer (78), Amerikaans stand-upcomedian en acteur
- 2023 - Christoph Caskel (91), Duits slagwerker
- 2023 - Greg Foster (64), Amerikaans atleet
- 2023 - Cock Kerling-Simons (93), Nederlands burgemeester
- 2024 - Gerard Geurds (84), Nederlands voetbalscheidsrechter
- 2025 - Frits Korthals Altes (93), Nederlands politicus
- 2025 - N'Diaga Samb (58), Senegalees dammer
- 2025 -  Willie Walsh (90), Iers bisschop

## Viering/herdenking
- Rooms-katholieke kalender:

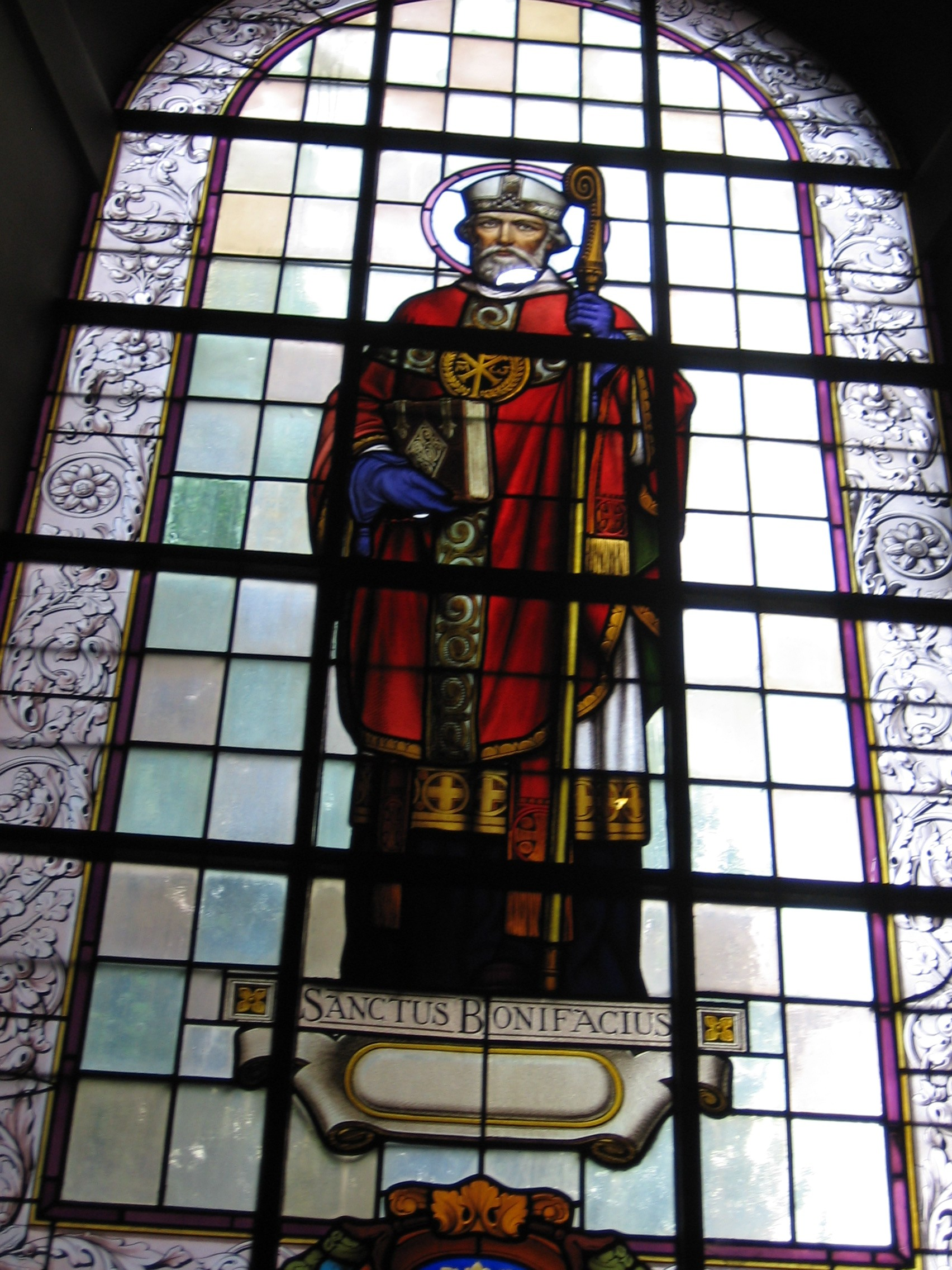
H. Bonifatius van Brussel

  - Heilige Bonifatius van Brussel/Lausanne († 1265) - Gedachtenis (in Aartsbisdom Mechelen-Brussel)
  - Heilige Gabin(us) (van Rome) († c. 295)
  - Heilige K/Co(e)nra(a)d (van Piacenza) († 1351)
  - Heilige Mansuetus van Milaan († c .685)
  - Heilige Odran († 452)
- Oosters-orthodoxe kalender:
  - Heilige Filothea Venizelou (van Athene) († 1589)

## Weerextremen

### Nederland
| | Officiële records | Officiële records | Officiële records |      | Landelijke records | Landelijke records | Landelijke records                      |
| Gebeurtenis | Jaar              | Extreem           | Locatie           | Jaar | Extreem            | Locatie            |                                         |
| --- | ----------------- | ----------------- | ----------------- | ---- | ------------------ | ------------------ | --------------------------------------- |
| Laagste etmaalgemiddelde temperatuur (°C) | 1956              | −9,3              | De Bilt           |      | 1956               | −10,1              | Schiphol                                |
| Hoogste etmaalgemiddelde temperatuur (°C) | 1989              | 11,3              | De Bilt           |      | 1989               | 12,3               | Eindhoven                               |
| Laagste minimumtemperatuur (°C) | 1956              | −15,5             | De Bilt           |      | 1956               | −17,0              | Schiphol                                |
| Hoogste minimumtemperatuur (°C) | 1989              | 9,5               | De Bilt           |      | 1989               | 10,2               | Volkel                                  |
| Laagste maximumtemperatuur (°C) | 1956              | −3,9              | De Bilt           |      | 1942               | −6,7               | Maastricht                              |
| Hoogste maximumtemperatuur (°C) | 1990              | 14,9              | De Bilt           |      | 1920               | 16,4               | Maastricht                              |
| Hoogste uurgemiddelde windsnelheid (m/s) | 1911              | 14,9              | De Bilt           |      | 1997, 2022         | 23,0               | Vlieland                                |
| Hoogste windstoot (m/s) | 1977              | 22,1              | De Bilt           |      | 1997               | 40,0               | Vlissingen                              |
| Langste zonneschijnduur (uur) | 1994              | 9,3               | De Bilt           |      | 1985               | 9,6                | Twenthe                                 |
| Langste neerslagduur (uur) | 1954              | 13,0              | De Bilt           |      | 1996               | 17,1               | De Kooy                                 |
| Hoogste etmaalsom van de neerslag (mm) | 1995              | 12,5              | De Bilt           |      | 1995               | 18,5               | Eindhoven                               |
| Laagste etmaalgemiddelde relatieve vochtigheid (%) | 1994              | 52                | De Bilt           |      | 1994               | 52                 | De Bilt, Deelen, Eindhoven, Soesterberg |
| Laagste uurwaarde luchtdruk op zeeniveau (hPa) | 1941              | 984,3             | De Bilt           |      | 1907               | 981,2              | De Kooy                                 |
| Hoogste uurwaarde luchtdruk op zeeniveau (hPa) | 2001              | 1039,9            | De Bilt           |      | 1943               | 1041,5             | Maastricht                              |
| Officiële records worden altijd gemeten op het KNMI-weerstation in De Bilt. Landelijke records kunnen worden gemeten op elk officieel KNMI-weerstation in Nederland. |                   |                   |                   |      |                    |                    |                                         |

### België
Dagrecords
- 1845 - Laagste etmaalgemiddelde temperatuur −10,8 °C
- 1989 - Hoogste etmaalgemiddelde temperatuur 11,2 °C
- 1855 - Laagste minimumtemperatuur −15,5 °C
- 1920 - Hoogste maximumtemperatuur 15,2 °C
- 1957 - Hoogste etmaalsom van de neerslag 22,2 mm

Uitzonderlijke gebeurtenissen
- 1947 - Intense kou in het hele land. Aan de kust bevriest zelfs de zee.

<< · 1 · 2 · 3 · 4 · 5 · 6 · 7 · 8 · 9 · 10 · 11 · 12 · 13 · 14 · 15 · 16 · 17 · 18 · 19 · 20 · 21 · 22 · 23 · 24 · 25 · 26 · 27 · 28 · 29 · (30) · >>